# START!! True dreams
- ラブライブ! > ラブライブ!スーパースター!! > Liella! > START!! True dreams

「START!! True dreams」（スタート トゥルー ドリームス）は、Liella!の楽曲。同グループのシングルとして2021年7月21日にLantisから発売された。

## 背景
前作「始まりは君の空」から3ヶ月ぶりのシングルで、アニメ第1期シングル第1弾としてテレビアニメ『ラブライブ!スーパースター!!』の第1期オープニングテーマである表題曲とカップリング曲及びそれらのオフヴォーカルが収録している。

## PV

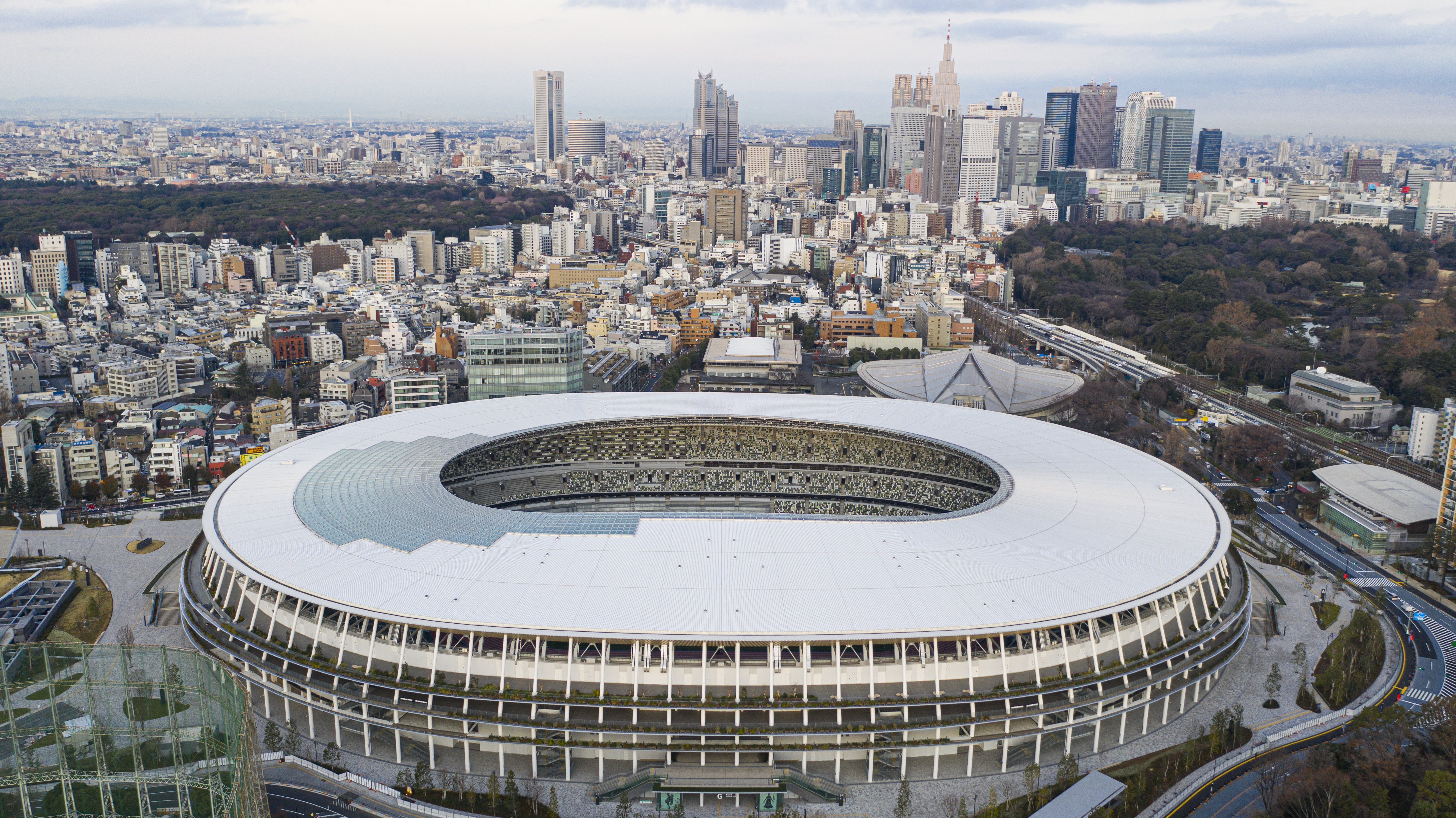
PVの舞台となった国立競技場

表題曲「START!! True dreams」のPVは、国立競技場が舞台になっている。

## リリース
2021年7月21日にLantisからリリースされ、初回生産分には、スーパースターシール（全6種）がランダムで1枚封入されるほか、発売記念イベントの配信視聴のシリアルナンバーが封入されている。

## ライブ・パフォーマンス
C/W曲「だから僕らは鳴らすんだ！」では、前奏と間奏にクラップがあり、ライブ・パフォーマンス時は観客もクラップを鳴らすのが恒例となっている。

## チャート実績
2021年7月20日付のオリコンデイリーランキングでは6位にランクインしたのを皮切りに徐々に順位を上げ7月25日付に3位に浮上した。2021年8月2日付オリコン週間シングルランキングでは初動1.2万枚を売り上げ初登場6位にランクインした。
2021年7月28日付のBillboard Japan Hot Animationでは9位、Billboard Japan Hot 100では53位にそれぞれランクインした。

## 収録曲
| #         | タイトル                                | 作詞      | 作曲       | 編曲       | 時間  |
| --------- | --------------------------------------- | --------- | ---------- | ---------- | ----- |
| 1.        | 「START!! True dreams」                 | 畑亜貴    | 小幡康裕   | 山下洋介   | 4:01  |
| 2.        | 「だから僕らは鳴らすんだ！」            | 宮嶋淳子  | 藤井万利子 | 久保田真悟 | 4:05  |
| 3.        | 「START!! True dreams」(Off Vocal)      |           |            |            | 4:00  |
| 4.        | 「だから僕らは鳴らすんだ！」(Off Vocal) |           |            |            | 4:04  |
| 合計時間: | 合計時間:                               | 合計時間: | 合計時間:  | 合計時間:  | 16:10 |

## 収録作品
| # | 楽曲                    | アルバム                     | 発売日       | 備考        |
| - | ----------------------- | ---------------------------- | ------------ | ----------- |
| 1 | 「START!! True dreams」 | 『What a Wonderful Dream!!』 | 2022年3月2日 | 1stアルバム |